# Universidad del Oeste de Alabama
La Universidad del Oeste de Alabama (University of West Alabama en idioma inglés) es una universidad pública situada en Livingston (Alabama). Fundada en 1835, la escuela comenzó como una escuela para mujeres jóvenes apoyada por la iglesia y llamada Livingston Female Academy. La junta directiva original de la Livingston Female Academy fue seleccionada en 1836, y cuatro de los siete miembros de la junta eran presbiterianos.
La universidad atiende a estudiantes en varias facultades y divisiones académicas en un campus de 600 acres (2,4 km²), en el centro-oeste de Alabama. La UWA ofrece varios programas de grado que incluyen títulos de asociado, licenciatura, maestría, especialista en educación y doctorado en educación. 
Sus equipos de atletismo, conocidos como los Tigres de Alabama Occidental, son miembros de la Conferencia Sur del Golfo y compiten en la División II de la NCAA en todos los deportes excepto en dos.  Los equipos de rodeo masculino y femenino compiten en la Región de Ozark de la Asociación Nacional Intercolegial de Rodeo. 

## Historia

### Historia inicial

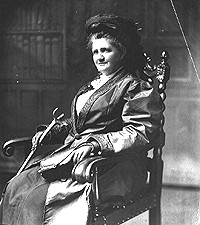
Julia Tutwiler

La Universidad del Oeste de Alabama comenzó sus actividades con el nombre de Livingston Female Academy en 1835.  Como academia femenina relacionada con la iglesia, admitió a sus primeros estudiantes en 1839. La escuela fue fundada por presbiterianos de etnia escocesa-irlandesa, que controlaban la mayoría de los escaños en la primera junta directiva, seleccionada en 1836. El propósito de la escuela era educar a los futuros maestros, al mismo tiempo que ofrecía cursos de arte, música, idiomas y economía doméstica.  La matrícula en ese momento era de 20 dólares al año, con un cargo adicional de 25 dólares por lecciones de piano y 10 dólares por clases de francés y bordado.  Jones Hall fue el primer edificio construido en el campus en 1837 y estaba ubicado cerca de lo que ahora es Brock Hall, pero el edificio original se perdió en un incendio en la década de 1890. El 15 de enero de 1840, los legisladores estatales incorporaron la Livingston Female Academy, le otorgaron el estatus de exención de impuestos y otorgaron a la junta la autoridad para establecer reglas y regulaciones. 
Livingston Female Academy otorgó su primer diploma en 1843 a Elizabeth Houston, hija de M. L. Houston, un destacado hombre de negocios local y administrador de la escuela. El primer rector de la escuela fue AA Kimbrell, seguido por Margaret McShan. En 1853, el Dr. Robert Dickens Webb llegó al condado de Sumter y se desempeñó como administrador durante más de 40 años. Dirigió la escuela durante la guerra civil estadounidense y la Reconstrucción hasta la década de 1870, ayudando a mantener abierta la institución. Por ello, el edificio administrativo principal que hoy se encuentra en medio del campus lleva su nombre.
En 1878, la institución cambió su nombre a Livingston Normal College. La reformadora educativa Julia Strudwick Tutwiler se unió a la facultad en 1881 como codirectora junto con su tío, Carlos Green Smith, exrector de la Universidad de Alabama.  En 1882-1883, los legisladores estatales proporcionaron 2 500 dólares para matrícula y suministros; Alabama fue el primer estado del sur en financiar la educación de las mujeres. Tutwiler y el legislador estatal Addison Gillespie Smith ayudaron a conseguir esta asignación. 
En 1883, la escuela pasó a llamarse Alabama Normal College for Girls y Livingston Female Academy, para reflejar mejor la nueva misión de la institución, brindando a los estudiantes opciones de programas de dos o cuatro años.  "Formación normal" era el término utilizado en aquella época para describir la formación docente que representaba la escuela secundaria más dos años de educación universitaria. El Colegio Normal presentó sus primeros diplomas en los ejercicios de graduación de 1886.
En 1890, Tutwiler fue nombrada rectora del colegio,  siendo la única mujer que ha sido rectora. Durante su mandato, Tutwiler ayudó a establecer el Instituto Industrial de Niñas de Alabama (ahora la Universidad de Montevallo ) y a que las primeras mujeres fueran admitidas en la Universidad de Alabama en 1893. 
A principios del siglo XX, un nuevo liderazgo también trajo un nuevo nombre a la universidad. Los fideicomisarios contrataron a George William Brock en 1907 para supervisar los asuntos financieros de la institución. Tras el retiro de Tutwiler en 1910, Brock asumió la dirección.  Los antiguos alumnos comenzaron a reunirse en honor a Tutwiler en 1910 y formaron la primera asociación de antiguos alumnos. Los hombres fueron admitidos en la institución como estudiantes regulares en 1915.  Foust Hall se construyó en 1922 como una escuela laboratorio donde los profesores universitarios enseñaban y los estudiantes observaban y participaban en la instrucción en el aula. El plano al aire libre del edificio con un patio central se convirtió en un diseño de edificio familiar para muchos habitantes de Alabama. En 1928, tanto Bibb Graves Hall como Brock Hall se agregaron a la planta física según este plan. 

### Universidad Estatal

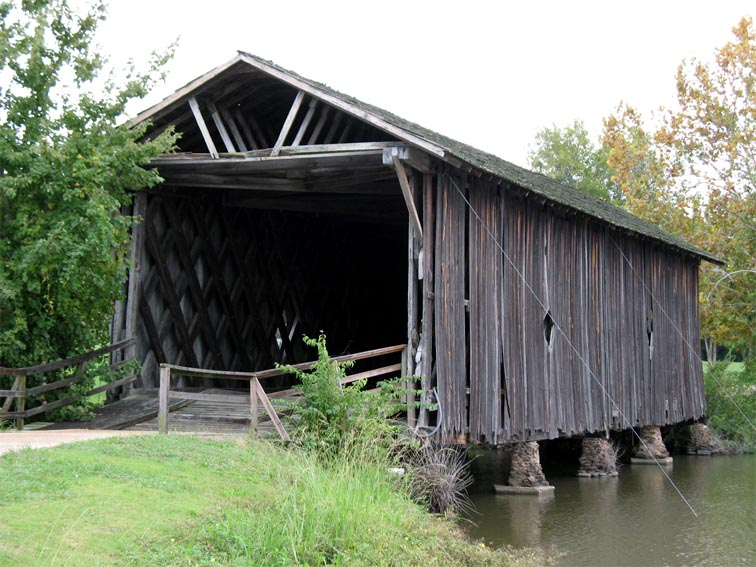
The Alamuchee-Bellamy Covered Bridge on campus

En 1929, la Junta de Educación del Estado de Alabama asumió la supervisión y cambió el nombre de las instalaciones a Livingston State Teachers College. Bajo la dirección de George William Brock, en 1929 la escuela fundó un periódico estudiantil llamado Campus Lights (ahora llamado The Muse).
En 1931 se añadió un equipo de fútbol. Al tener un uniforme a rayas, la universidad tomó al tigre como mascota y los equipos deportivos siguen siendo conocidos como los Tigres de la UWA. El rojo y el blanco son los colores de la escuela.  Después de que el rector Brock se jubilara en 1936, Noble Franklin Greenhill asumió el cargo y lo ejerció hasta 1944. Bajo la dirección de Greenhill, la vida universitaria floreció a medida que se agregaron hermandades sociales y deportes interuniversitarios como béisbol, baloncesto y fútbol.  La primera celebración de regreso a casa se llevó a cabo en 1939.
La Segunda Guerra Mundial provocó tal disminución en la matrícula que la universidad estuvo a punto de cerrar. Cuando William Wilson Hill asumió el cargo de rector en 1944, después de que Greenhill se fuera, encargó estudios para determinar si la institución debería continuar como una universidad de cuatro años.  Hill comenzó con sólo 92 estudiantes, por lo que se propuso atraer a veteranos. Con más hombres en el campus, se revivió el interés por los deportes y el GI Bill ayudó económicamente a los militares a ir a la universidad, que aumentó el nivel educativo de una generación de hombres. El Estadio del Tigre fue construido en 1952. Las primeras fraternidades universitarias se establecieron durante la presidencia de Wilson. 
La universidad ganó reputación por la formación docente en la región y el estado durante las décadas de 1940, 1950 y 1960.  La misión de la institución se amplió en 1957 cuando, bajo el liderazgo de Delos Culp (1954-1963), el nombre de la escuela se cambió a Livingston State College.  Se agregaron clases de posgrado y la junta estatal de educación comenzó a otorgar títulos de maestría en educación profesional bajo una nueva división de posgrado.  Kelly Hester Land recibió la primera maestría, y un concurso de becas de escritura y un edificio llevan su nombre. 
Bajo John E. Deloney (1963-1973), la universidad experimentó un crecimiento sustancial, por lo que amplió su campus a más de 540 acres (2,2 km²) con un lago de 54 acres (218 530,4 m²) rodeado de senderos naturales, abierto tanto a la comunidad como a la población universitaria.   En 1967, la Oficina de Educación de EE. UU. aprobó una subvención para que la institución recibiera renovaciones y actualizaciones del campus.  Durante el mismo año, una ley de la Legislatura creó la Universidad de Livingston con su propio consejo directivo.  En 1969, un hito histórico del condado de Sumter, el puente cubierto Alamuchee-Bellamy (construido en 1861), fue restaurado y trasladado al campus por la Sociedad Histórica del Condado de Sumter.  Se extiende por la esquina noreste de Duck Pond detrás de Reed Hall. El número de profesores también aumentó durante el  de Deloney y las facultades y divisiones de la escuela comenzaron a tomar forma. 
En 1973, Asa N. Green (1973-1994) asumió la dirección; supervisó la fundación de la Escuela de Enfermería Ira D. Pruitt y programas de doble titulación con la Universidad de Auburn y la Universidad de Alabama en Birmingham. Trabajó para establecer un consorcio de 13 escuelas para crear un programa de biología marina y el Laboratorio Marino de la Isla Dauphin.  Se agregaron y renovaron más edificios en todo el campus.  A finales de la década de 1970, se reservó un espacio en el campus para la construcción del Lago Universitario (LU) .
Se establecieron programas preprofesionales y la primera promoción de la División de Enfermería Ira D. Pruitt obtuvo títulos asociados en 1976.  En total, se otorgaron 153 títulos durante los ejercicios de graduación en mayo de ese mismo año.  En 1977, el Dr. Ralph M. Lyon, educador y administrador universitario, se jubiló de su cargo y fue honrado por su mandato. Su esposa obsequió a la universidad con una maza ceremonial hecha a mano en su dedicación.  La maza se utiliza en los ejercicios de graduación anuales. Poco después de la graduación de 1977, el profesor de historia William E. Gilbert fue encontrado muerto fuera del campus. 
A principios de la década de 1980, se instaló un nuevo sistema informático en el campus para respaldar la especialización en sistemas de procesamiento de información informática de la universidad.  Durante el año académico 1985-1986, la universidad celebró su 150 aniversario.  Después de que Green dimitiera, Don C. Hines (1994-1998) asumió el cargo de rector y trajo cambios adicionales.  En la actualidad, el complejo de rodeo en el campus lleva su nombre. Entre los estudiantes, Hines es más recordado por haber traído el rodeo universitario al campus.   UWA compite en la región de Ozark y ha ganado campeonatos regionales tanto en la división masculina como femenina. Además, competidores individuales se han posicionado a nivel nacional en monta de toros y carreras de barriles.
Hines proporcionó más computadoras al campus y estableció nuevos programas en psicología y silvicultura. En 1995, a pesar de la falta de apoyo para un cambio de nombre,  la institución, considerando que su misión educativa regional no se reflejaba en su nombre (algunos pensaron que sonaba como una escuela privada),  adoptó el nombre de Universidad de Alabama Occidental.  Ed Roach (1998-2002) asumió el cargo de rector en 1998 y se propuso integrar la tecnología en todos los aspectos de la vida de la UWA. Estableció la campaña Tecnología 2000 y ayudó a establecer a la UWA como una de las primeras instituciones inalámbricas de la región.  Los deportes femeninos recibieron un impulso bajo su liderazgo. Durante este período, se completó el Complejo de Softbol de la UWA. En febrero de 2002 renunció a su cargo de presidente. El consejo de administración se reunió para elegir un reemplazo interino entre los empleados de la universidad David Taylor, Richard Holland, Roy Underwood y Clemit Spruiell. 

### En la actualidad

Logotipo que representa el 175 aniversario de la universidad.

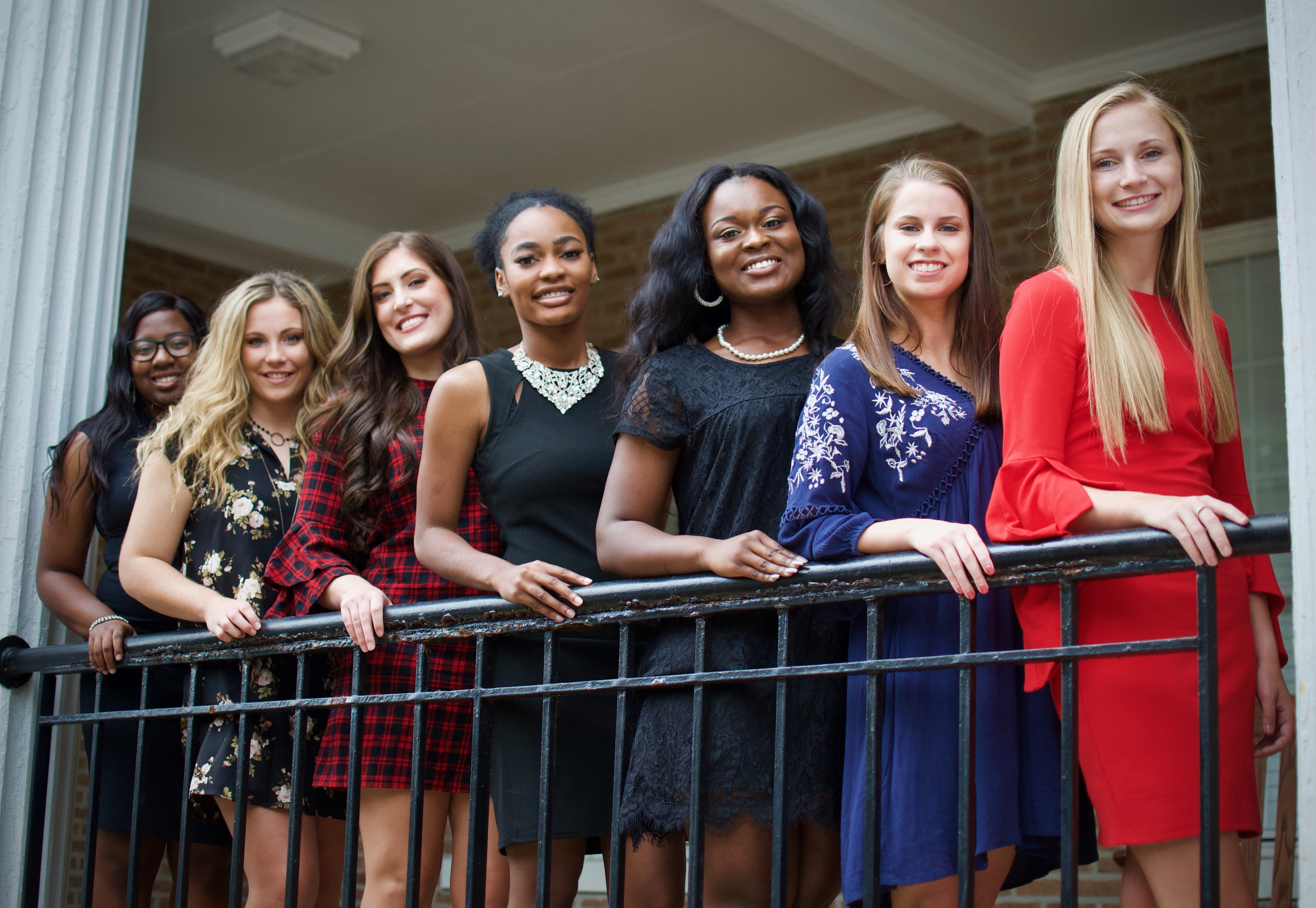
La corte de regreso a casa de 2019.

Richard Holland, exalumno de la institución y ex decano de la Facultad de Ciencias Naturales y Matemáticas, fue seleccionado por los fideicomisarios para asumir el cargo. Seis meses después, fue nombrado como el siguiente rector de la universidad por votación unánime.  Holland es el primer graduado de la UWA en ocupar el cargo de presidente. Sin embargo, la junta directiva de la UWA lo puso en licencia remunerada y votó a favor de no renovar su contrato en marzo de 2014 después de que impugnó la revisión de su desempeño por parte de la junta. 
La inscripción continúa creciendo cada año. Después de rondar la marca de 2 000 estudiantes durante algunos años, esa cifra se superó en el otoño de 2002. En 2005, la matrícula alcanzó la marca de 3 000 por primera vez con un total combinado de 3 090 estudiantes en el campus y en línea.  Ese número siguió aumentando el año siguiente hasta 3 633 y superó los 4 000 en 2007, cuando se matricularon 4 186 estudiantes. Cuando llegó el semestre de otoño, la universidad estaba apenas por debajo de la marca de 5 000, con 4 888 matriculados. En 2009, se añadió un centro de educación superior en la vecina Demopolis.  El Dr. Don C. Hines murió el 26 de agosto de cáncer. 
La UWA estuvo temporalmente en período de prueba con el organismo de acreditación de la Asociación de Colegios y Escuelas del Sur en 2011.  Dejó de estar a prueba el 5 de diciembre de 2011. 

## Académica
La UWA ofrece más de 60 programas de pregrado y 10 programas de posgrado a través de sus facultades y divisiones académicas a nivel de licenciatura, maestría, especialista en educación y doctorado en educación. Estas universidades y divisiones son las siguientes: 
- Escuela de Negocios
- Facultad de Educación Julia Tutwiler
- Facultad de Artes Liberales
- Facultad de Ciencias Naturales y Matemáticas
- División de programas en línea
- División de Tecnología
- Escuela de Enfermería Ira D. Pruitt
- Escuela de Estudios de Posgrado

Los títulos en cada facultad y división académica se otorgan en los niveles de Licenciatura en Artes, Licenciatura en Ciencias, Licenciatura en Administración de Empresas, Maestría y Especialista en Educación. Los estudiantes reciben un título asociado de la Escuela de Enfermería Ira D. Pruitt. Al graduarse de la Universidad del Oeste de Alabama, los estudiantes pueden optar por obtener una licenciatura en enfermería a través de una asociación con la Universidad de Alabama.

## Instalaciones
La Universidad de West Alabama es una universidad de un solo campus, ubicado en el corazón del centro de Livingston, en la autopista US 11. El campus está en la frontera occidental de Alabama. Las ciudades más grandes cercanas son Meridian (a 30 minutos), Tuscaloosa (a 50 minutos) y Birmingham. La pequeña población de la ciudad de Livingston y la hospitalidad sureña le dan a la UWA su atmósfera de pueblo pequeño, que muchos estudiantes llegan a apreciar. El campus de la UWA, con sus 600 acres (2,4 km²), incluye senderos naturales, un lago de 54 acres (218 530,4 m²) y esculturas. Proyectos recientes de embellecimiento del campus han realzado su belleza natural. 

### Instalaciones
El campus de la Universidad del Oeste de Alabama cuenta con numerosos edificios.  Algunos se utilizan con fines académicos, mientras que otros satisfacen necesidades diferentes. Estas instalaciones son las siguientes:
- El Edificio de Matemáticas y Ciencias, anteriormente Bibb Graves Hall, alberga la Facultad de Ciencias Naturales y Matemáticas, la Escuela de Estudios de Posgrado y la División de Programas en Línea. Además del auditorio principal de la universidad, en su interior se encuentran aulas, laboratorios y oficinas de la facultad.
- Brock Hall contiene la División de Enfermería Ira D. Pruitt, así como la Oficina de Vivienda y el Programa Upward Bound.
- Lyon Hall alberga la Facultad de Educación Julia Tutwiler.
  - Escuela universitaria autónoma [54] - Ubicada en Lyon Hall [55]
- Lucille Foust Hall se compone de oficinas y aulas para el departamento de arte y la sala de banda. Las oficinas del Departamento de Deportes y el Centro de Éxito Estudiantil también se encuentran en este edificio.
- Pruitt Hall es la ubicación del Departamento de Educación Física y Entrenamiento Atlético. Hay varias aulas, salas de práctica, camerinos y estudios. El edificio es también la ubicación principal para el programa de música del campus.
- El Complejo de Educación Técnica Guy Hunt y el Anexo Hunt se utilizan para la División de Tecnología. Ambos contienen espacios de instrucción e instalaciones comerciales, así como aulas y laboratorios. El Centro de Intervención Temprana se puede encontrar en este edificio.
- La Biblioteca Julia Tutwiler contiene libros y publicaciones periódicas de la universidad, además de muchos otros recursos. En el primer piso existen salas de conferencias y un laboratorio de informática. El segundo piso contiene una gran colección de libros, así como áreas de descanso y áreas de estudio para estudiantes.
- Lurleen Burns Wallace Hall brinda instrucción en varias áreas temáticas en el campus. Estos van desde inglés y lenguas extranjeras, historia y ciencias sociales hasta oratoria y teatro. Este edificio es la sede de la Facultad de Negocios y de la Facultad de Artes Liberales.

Otros edificios ubicados en el campus se enumeran a continuación:
- El Centro de Conferencias Bell se encuentra en medio del campus y en eĺ se celebran convocatorias, almuerzos y eventos especiales.
- Kelly Hester Land Hall alberga la División de Investigación Educativa y el Departamento de Educación Continua. En el interior de este edificio también se encuentra el Centro de Estudios del Cinturón Negro.
- Moon Hall cuenta con un área de almacén para el Departamento de Planta Física.
- La Casa del Presidente es la residencia del rector de la universidad y su familia.
- El edificio de la Unión de Estudiantes George C. Wallace (conocido como SUB) ofrece una serie de actividades y recreación para estudiantes. Una sala de pesas para estudiantes está ubicada en la planta baja, junto a la piscina del campus y las canchas de raquetbol. Hay una sala de estar, una sala de computadoras, una sala de conferencias y un área de actividades en el piso de arriba. También se encuentran en el edificio la librería de la universidad y la oficina de correos del campus.
- Webb Hall es la sede principal de las oficinas administrativas centrales del campus.
- Young Hall (conocido cariñosamente como CAF) alberga el comedor y las cocinas del campus. Se utiliza un comedor privado para eventos especiales patrocinados por el campus.
- Alfa Environmental Hall contiene el Centro de capacitación en aguas residuales in situ de Alabama.
- The Armory, una parte retirada de una base militar local contiene la policía del campus de la universidad y la escuela del campus de la UWA. La escuela ofrece aulas y una zona de juegos para niños de tres y cuatro años. Recientemente, se agregó un programa de jardín de infantes para niños en edad escolar.

## Vida estudiantil

### Vivienda
Aunque la universidad no exige que los estudiantes vivan en el campus, la UWA recomienda encarecidamente que los estudiantes vivan en una residencia durante su primer y segundo año. Las investigaciones han demostrado que los estudiantes que viven en el campus tienen muchas más probabilidades de graduarse de la universidad que los que viven fuera del campus. Es posible que se requiera que los estudiantes que reciben una beca fiduciaria de la universidad o participan en ciertas actividades, como deportes de nivel universitario, vivan en el campus. 

### Medios y entretenimiento

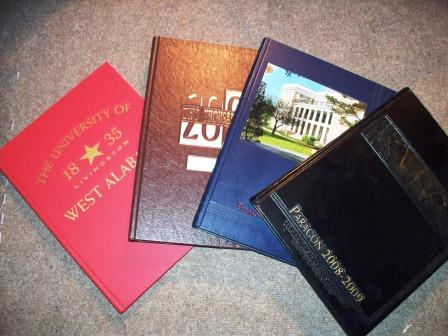
Copias de Paragon 2006-2009

El periódico estudiantil oficial es Muse. Es publicado semanalmente por estudiantes y asesorado por miembros de la facultad de la UWA. Publicado por primera vez en 1940, el periódico se llamó Livingston Life hasta 1995, cuando cambió a The Life . Esto duró hasta 2010, cuando The Life pasó a llamarse Muse. Los estudiantes también producen el anuario oficial de la Universidad de West Alabama llamado The Paragon. Al igual que el periódico del campus, el anuario lo publican estudiantes con un asesor docente. Se desconoce cuándo se publicó el primer anuario. Además, The Sucarnochee Review es una revista de arte y escritura creativa publicada por el Departamento de Lenguas y Literatura de la universidad. La revista comenzó en el campus en la década de 1970. Los estudiantes actúan como miembros del personal de la revista bajo la dirección de un asesor docente y un consejo asesor docente. También en el campus, el programa de teatro de la universidad presenta dos obras de larga duración cada año. Estos son realizados por miembros del cuerpo estudiantil con un asesor durante los semestres de otoño y primavera. Finalmente, la Universidad del Oeste de Alabama brinda servicios de videos educativos a la comunidad a través de Studio 96. Los estudiantes producen un noticiero local semanal llamado TIGER PAUSE que se transmite en un canal de YouTube llamado studio96productions.

## Organizaciones estudiantiles

### Organizaciones estudiantiles
La Universidad del Oeste de Alabama tiene múltiples organizaciones estudiantiles y sociedades de honor en su campus a las que pueden unirse los estudiantes. Con más de 50 de estos en el campus, los estudiantes pueden elegir entre una amplia variedad y convertirse en miembros de las mismas. Hay grupos de apoyo atlético, organizaciones rectoras y de programación, organizaciones musicales, religiosas y de intereses especiales, solo por nombrar algunas. Además de estas organizaciones sociales, la UWA también cuenta con un buen número de sociedades de honor. 

### Hermandades
El sistema de fraternidades de la Universidad del Oeste de Alabama comprende seis fraternidades y siete sororidades. Las fraternidades y sororidades participan en una serie de programas filantrópicos y brindan oportunidades sociales a los estudiantes. El ajetreo formal tiene lugar al comienzo de cada semestre de otoño. 

### Fraternidades
- Delta Chi
- Sigma Pi

### Sororidades
- Alfa Sigma Alfa
- Alfa Sigma Tau
- Phi Mu

### Hermandades nacionales

#### Sororidades
- Alfa Kappa Alfa
- Delta Sigma Theta
- Zeta Phi Beta
- Sigma Gamma Rho

#### Fraternidades
- Alfa Phi Alfa
- Kappa Alfa Psi
- Phi Beta Sigma
- Omega Psi Phi

## Atletismo y tradiciones

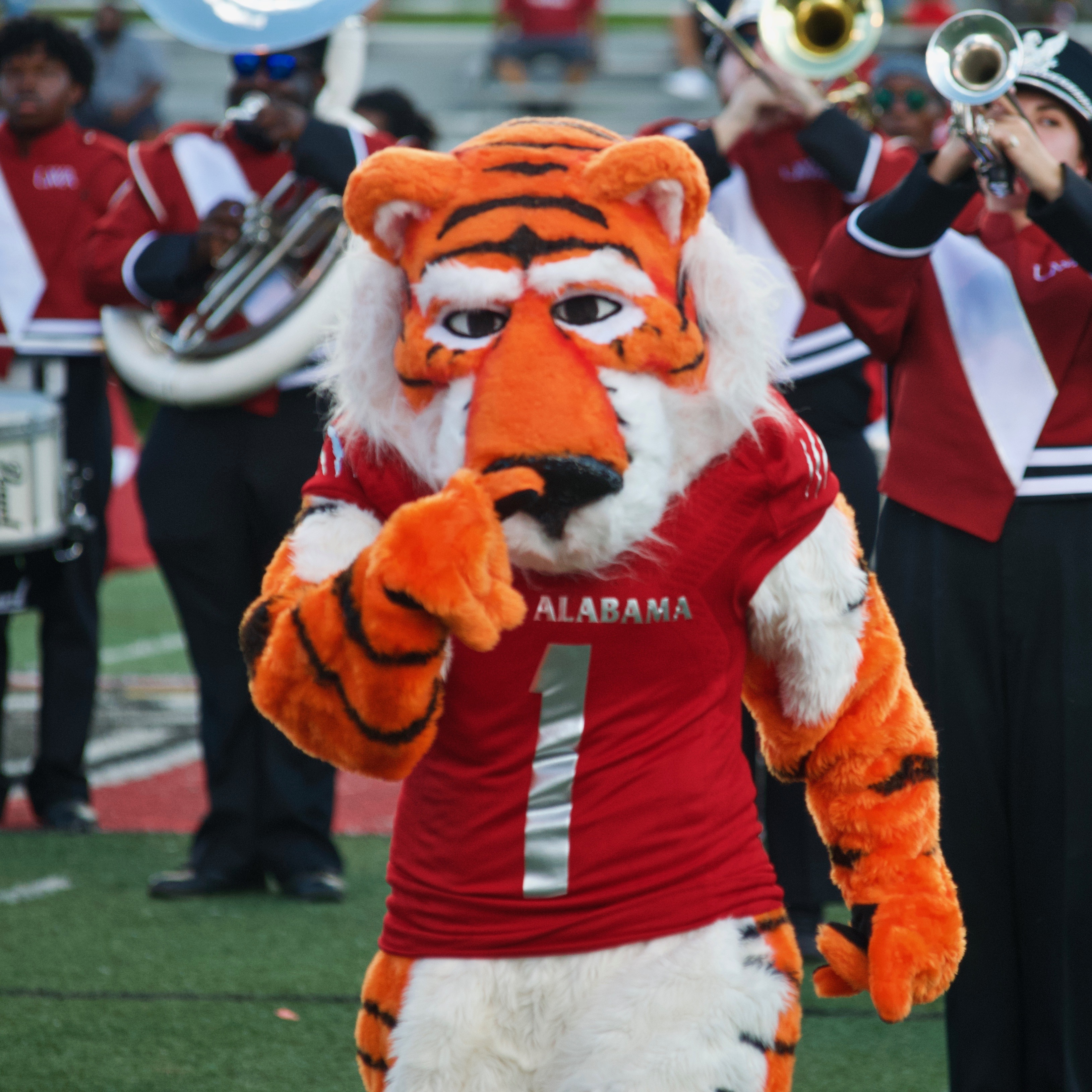
Luie el tigre

La Universidad de West Alabama cuenta con 12 equipos deportivos (13 a partir de 2011-2012 con la incorporación del fútbol femenino). Tanto el equipo atlético masculino como el femenino se llaman Tigres del Oeste de Alabama. Diez de los doce equipos participan en la División II de la NCAA como miembro de la División Este de la Conferencia Sur del Golfo. El rodeo masculino y femenino compite en la Región de Ozark de la Asociación Nacional Intercolegial de Rodeo. Los deportes de la División II de la NCAA en la Universidad de West Alabama incluyen béisbol, baloncesto, campo a través, fútbol, golf, pista al aire libre, fútbol y tenis masculino; baloncesto, campo travieso, golf, fútbol, softbol, tenis, pista al aire libre y voleibol femenino. La mascota oficial de la universidad es Luie el Tigre.
Como miembro de la NAIA en 1971, el equipo de fútbol ganó el primero de los dos campeonatos nacionales de la escuela.  El otro llegó en 2023, cuando la escuela ganó el campeonato nacional de rodeo femenino.  En 1992, el equipo de béisbol hizo historia, avanzando a su única Serie Mundial Universitaria de División II. Sus posibilidades de ganar el primer campeonato nacional de béisbol de la escuela terminaron en mala suerte, ya que perdieron dos de tres juegos.  En 1997, el programa de softbol Tiger hizo su único viaje al torneo nacional y registró un récord de 1-2 en el campus de la Universidad Barry.  Los equipos de baloncesto masculino y femenino han hecho dos apariciones cada uno en el Torneo de la NCAA.   El equipo de fútbol hizo su primer viaje al Campeonato de la División II de la NCAA desde 1975 durante la temporada 2009. Sorprendieron a Albany State en la primera ronda  antes de finalmente caer ante Carson-Newman en la segunda ronda. El equipo de 2011 obtuvo marca de 8-4, venció al enemigo de DI Georgia State y se clasificó para el torneo NCAA DII. El equipo de 2012 quedó invicto en el juego Gulf South (5-0) para reclamar el título de la conferencia. UWA derrotó a Miles College 41–7 en la primera ronda de los playoffs. El equipo perdió ante el eventual campeón nacional Valdosta State 49-21 en la segunda ronda. La UWA terminó 9–4. El equipo de fútbol de 2017 obtuvo marca de 9-1 en la temporada, obteniendo el puesto número 1 en la Súper Región 2. Derrotaron a Delta State en la segunda ronda antes de perder ante el eventual subcampeón nacional West Florida en los cuartos de final nacionales. En 2017, el equipo de fútbol masculino avanzó al torneo Sweet 16 de la División II de la NCAA y perdió ante Lynn University 1-0.
Además de los deportes universitarios, la universidad ofrece una amplia variedad de programas deportivos intramuros. Recientemente, se añadió un campo de golf de disco de 18 hoyos al campus universitario.

## Gente notable
- Mickey Andrews, entrenador en jefe, Universidad de Livingston (1970 – 1972), equipo del campeonato nacional de 1971
- Jeff Branson, jugador de cuadro retirado de las Grandes Ligas
- Malcolm Butler, ex esquinero de la NFL principalmente para los New England Patriots y los Tennessee Titans y se retiró para los Arizona Cardinals.
- Otha Foster, Liga de fútbol canadiense
- Tim Freeman Sr., propietario de Peach State Cats y United Arena League.
- Jonathan Solofa Fatu Jr y Joshua Samuel Fatu, luchadores de la WWE bajo el apodo de The Usos.
- Eleanor Churchill Gibbs, educadora, escritora
- Ken Hutcherson, apoyador de la NFL; pastor principal de la Iglesia Bíblica Antioch en Kirkland, Washington; autor y comentarista cristiano
- Deon Lacey, liga de fútbol canadiense
- Tyreek Hill, receptor abierto de la NFL y especialista en devoluciones de los Miami Dolphins
- Andrew Killgore, ex embajador de Estados Unidos en Catar
- Charles Martin, tackle defensivo retirado de la Liga Nacional de Fútbol Americano
- Buddy Nix, director general de los Buffalo Bills
- Oficina de Kendrick, a la defensiva de la NFL
- Tanner Rainey, lanzador de MLB, Nacionales de Washington
- Kirsten Reilly, jugadora de fútbol
- Seth Roberts (fútbol americano), receptor abierto de la NFL
- Stelio Savante, actor de Hollywood
- Johnny Shepherd, ganador del premio de la Canadian Football League, jugador de fútbol americano de la NFL y Arena
- Lois Wilson, estrella del cine mudo y Miss Alabama en los años 1920